# Dohrniphora circumflexa
Dohrniphora circumflexa är en tvåvingeart som beskrevs av Borgmeier 1960. Dohrniphora circumflexa ingår i släktet Dohrniphora och familjen puckelflugor. Inga underarter finns listade i Catalogue of Life.